# Granatellus sallaei
Granatellus sallaei là một loài chim trong họ Cardinalidae.